# Réserve naturelle de Gåserumpa
La réserve naturelle de Gåserumpa  est une réserve naturelle norvégienne et un site Ramsar  qui est située dans le municipalité de Holmestrand, dans le comté de Vestfold.

## Description
La réserve naturelle de 0,057 km2 a été créée en 1988 et suscite un grand intérêt pour la recherche internationale. Elle est située sur la petite île Gåserumpa, juste à la pointe sud-est de l'île de Kommersøya et de sa réserve naturelle.
Les profils des plages du côté ouest de l'île montrent de longues et larges surfaces déposées dans la partie supérieure du Silurien marin. De plus, l'île possède une végétation calcaire variée, y compris des terres sèches calcaires bien développées.
Gåserumpa a été initialement acheté par l'État afin que les gens puissent utiliser l'île pour des activités de plein air. Le camping est toujours autorisé sur certaines parties de l'île.
Le but de la conservation est de protéger une localité importante pour comprendre les roches fossilifères du rift d'Oslo avec une végétation calcaire digne de conservation avec des terres sèches calcaires.